# Barbula inflexa
Barbula inflexa là một loài rêu trong họ Pottiaceae. Loài này được (Duby) Müll. Hal. mô tả khoa học đầu tiên năm 1849.